# Panfil
El panfil (del griego pamphylos) era una barco de remos, de la familia de la galera, no demasiado grande, pero con una borda más alta que el uixer.
La embarcación estaba destinada al comercio. Poseía una sola cubierta, no tenía castillos ni a proa, ni a popa e iba equipado con unos cien remos.
Los pamphylos de la época bizantina eran una versión menor de los dromon (barcos de guerra bizantinos).